# Concerts in the Sun
Albums de Cal Tjader
Demasiado Caliente Latino!
Concerts in the Sun est un album live de la discographie de Cal Tjader enregistré en 1960 lors de deux concerts et sorti à titre posthume en 2002. Les bandes masters de Fantasy Records sont restées dans les boîtes pendant 42 ans…

## Liste des titres
1. Love for Sale - 5:11 ∫ de Cole Porter
2. Goodbye - 4:39 ∫ de Gordon Jenkins
3. Raccoon Straits - 5:59 ∫ de Cal Tjader
4. Walkin' with Wally - 7:14 ∫ de Lonnie Hewitt
5. My Romance - 5:09 ∫ de Lorenz Hart et Richard Rodgers
6. Sigmund Stern Groove - 5:28 ∫ de John Mosher
7. Cubano Chant - 4:26 ∫ de Ray Bryant
8. Afro Blue - 5:03 ∫ de Mongo Santamaria
9. Tumbao - 5:43 ∫ de Rubén González et Cal Tjader
10. Day in - Day out - 4:36 ∫ de Rube Bloom et Johnny Mercer

## Personnel & Enregistrement
Deux formations de Cal Tjader ont participé à cet album :
- Enregistrements en concert le 27 mai 1960 au Santa Monica Civic Auditorium de Santa Monica, (Californie). Masters Fantasy Records.

- Enregistrements en concert le 7 octobre 1960 à l'amphithéâtre "outdoor" Waikiki Shell[3] d'Honolulu, (Hawaï). Masters Fantasy Records.

## Design de Couverture
- Illustration de :

## Informations de Sortie
- Année de Sortie : 2002 (31 octobre 2002)
- Intitulé : Cal Tjader - Concerts In The Sun
- Label : Fantasy Records
- Référence Catalogue : Fantasy F 9688 ou FCD 9688-2 (2002)[5]
- Format : CD
- Liner Notes : Richard S. Ginel[6]. Il est entre autres chroniqueur de ”All the art, all the times"[7] au Los Angeles Times.

## Observations particulières
Cal Tjader - Concerts In The Sun est un album live posthume qui compile 2 enregistrements de concerts en des lieux très différents et très éloignés géographiquement. On peut s'interroger sur ce concert à Honolulu : Cal souhaitait peut-être, revenir avec des sons hawaïens dans ses valises pour marier au Latin jazz des Caraïbes, de Cuba et de l'île de la Dominique. On trouve assez peu d'informations sur ces sessions d'enregistrement en concert.
Pourquoi ces enregistrements soient-ils restés 42 ans dans les boîtes ? Cette question est à rapprocher de la sortie différée de l'album studio Latino! enregistré lui aussi en 1960 et sorti probablement 2 ans plus tard. Tentons ici, cependant, un petit éclairage historique à la lumière de ce que l'on sait sur le sujet.
La session d'enregistrement coïncide, à quelques mois près, au départ de Cal Tjaders pour Verve Records. Il est établi que ses disques de Latin jazz, de mambo de 1954 à 1960 se sont très vendus, et constituaient pour Fantasy Records, la maison de disques des frères Weiss, un de ses piliers de ventes.
D'autre part, en compulsant sa discographie, on constate qu'il a déjà sorti plusieurs albums live entre 1958 et 1960. Peut-être n'étaient-ils plus d'accord sur les choix artistiques, les moyens et les cachets d'artistes ? Leur collaboration s'est certainement essoufflée…
On trouvera certainement des éléments de réponse à cette question si l'on connaît, un jour, avec précision ce qui s'est passé entre Cal Tjaders et Fantasy Records à cette époque, ainsi que les termes de cette rûpture. Mais les protagonistes de l'histoire sont morts pour relater avec précision ce qui s'est passé…
Pour mémoire, on peut établir un rapport avec le début de carrière de Dave Brubeck. Dave Brubeck assura la direction artistique de Fantasy Records à ses débuts, portant ses choix d'enregistrements sur Charles Mingus, Gerry Mulligan, Vince Guaraldi, les monologues de Lenny Bruce et Cal Tjader (ancien camarade d'école avec qui il a fondé The Dave Brubeck Trio et The Dave Brubeck Octet). Mais, en 1954, le journal Los Angeles Times proclama Dave Brubeck le plus important joueur de "new jazz age". Dans le même temps, Dave Brubeck signe et part pour une carrière plus lucrative avec Columbia Records. Il semble que quelques années plus tard, Cal Tjaders l'ai imité.